# Артабан (военачальник)
Артабан (ср.-греч. Ἀρταβάνης; лат. Artabanes; арм. Արտավան; парф. Artawân) — восточноримский полководец армянского происхождения, один из военачальников императора Юстиниана I. Происходил из династии Аршакуни, армянской ветви парфянской династии Аршакидов.

## Биография

### Происхождение
Артабан был прямым потомком царей Великой Армении из династии Аршакуни, младшей ветви парфянской царской династии Аршакидов. Когда римляне покорили регион, они сделали Аршакуни автономными князьями на его восточных границах. Отец и брат Артабана носили одно и то же имя, Иоанн.

### Восстание против Рима
В 538—539 годах Артабан принимал участие в армянском заговоре, направленном против Акакия, проконсула Армении Первой. Последний обложил подвластную себе территорию высокими налогами и проявлял жестокость по отношению к подданным, что вызывало недовольство в провинции. Артабан сам убил Акакия, а в дальнейшем участвовал в стычке с военачальником Ситтой, в которой последний погиб. Прокопий Кесарийский, хронист и секретарь имперского главнокомандующего Велизария, приводит две версии смерти одновременно, согласно первой из которых убийцей военачальника стал Артабан, а второй — ещё один армянин по имени Соломон. После этого события отец Артабана Иоанн попытался договориться с преемником Ситты Вузой, однако последний убил его, из-за чего Атрабан и его сторонники перешли на сторону персов, присягнув императору Хосрову I Ануширвану, в течение следующих нескольких лет участвуя в его кампании против Византии.

### Возвращение и служба в Африке
К 544 году, а по данным некоторых источников, уже в 542 году Артабан, его брат Иоанн и ряд других армянских командующих покинули императора Хосрова и перешли на сторону Восточной Римской империи. Тогда император назначил их командирами небольшого армянского подразделения, во главе которого они направились в недавно отвоёванную Африку. Командовал экспедицией, которая началась весной 545 года, сенатор Ареобинд. Там римляне участвовали в затяжной и тяжёлой войне против мятежных племён Мавритании. Практически сразу после прибытия армии в Африку в битве при Сикка Венерия в сражении с отступниками под руководством Стотцы. Артабан и его люди остались на стороне Рима и в конце года, во время восстания дукса Нумидии Гунтарика. Когда последний в союзе с вождём мавританцев Анталом пошёл на Карфаген, Ареобинд изначально хотел сдаться, однако по настоянию армянских полководцев, в частности Артабана, продолжил сопротивление. Последовало сражение между двумя равными армиями, в котором победу одержали мятежники и мавританцы. Ареобинд бежал в церковь в поисках убежища. После этого бежали и остальные отряды, а город пал.